# Suzeraineté
La suzeraineté est une situation dans laquelle une région ou une nation est tributaire d'une entité plus puissante qui lui accorde une autonomie intérieure restreinte mais contrôle ses affaires étrangères. Dans une relation de suzeraineté, l'entité plus puissante, ou la personne à la tête de celle-ci, est appelée le suzerain. Cette situation diffère de la souveraineté en cela que le tributaire possède une autonomie limitée.
Dans un système féodal, le suzerain est un seigneur qui octroie un fief à son vassal lors de la cérémonie de l'hommage.
Un État suzerain est donc une institution souveraine qui dispose d'une autorité protectrice et de leviers de domination politique, diplomatique et militaire sur un autre État, moins puissant, qui dispose cependant lui-même de quelques autonomies (limitées) en matière de gouvernance.
La suzeraineté désigne, en droit féodo-vassalique, le « seigneur du seigneur », qui est notamment chargé de trancher les conflits et les différends entre un seigneur et son vassal.
Le terme de suzeraineté a été utilisé, par ailleurs, pour décrire la relation qu'entretenait l'Empire ottoman envers ses vice-royautés et pachaliks. 
Bien que ce concept ait historiquement existé dans plusieurs empires, il est difficile à réconcilier avec les théories du droit international du XXe siècle, pour lesquelles la souveraineté existe ou n'existe pas. Alors qu'une nation souveraine peut consentir par traité à devenir le protectorat d'une puissance plus forte, le droit international moderne ne reconnaît aucune manière de rendre cette relation obligatoire pour la puissance plus faible.

## Chine

### Histoire
Historiquement, l'empereur de Chine se voyait comme le centre de la totalité du monde civilisé. En particulier, les relations diplomatiques avec l'Asie de l'Est étaient fondées sur l'idée que les souverains de cette région tenaient leur autorité de l'empereur[citation nécessaire]. Les Chinois appelaient cette conception chaogong tizhi (朝贡体制) ou "système du tribut". Le degré auquel cette conception était tenue pour vraie a changé dans les faits d'une dynastie à l'autre. Cependant, même pendant les périodes où le pouvoir politique a été également distribué à travers plusieurs entités politiques, la théorie politique chinoise ne reconnaît qu'un empereur et affirmait que son autorité était suprême à travers le monde entier. Les relations diplomatiques avec l'empereur de Chine ont été échafaudées sur la théorie d'États tributaires, bien qu'en pratique les relations tributaires avaient souvent pour résultat une forme de commerce, sous la théorie que l'empereur dans sa bienveillance récompenserait l'état tributaire avec des cadeaux d'égal ou de plus grande valeur.[citation nécessaire]
Tout d'abord, pendant le XVIIIe siècle, la Chine a été gouvernée par la dynastie Qing de l'ethnie des Mandchous qui a régné sur un empire multiethnique et a justifié son règne par différentes théories de gouvernance. Bien que ne contredisant pas les théories chinoises Han traditionnelles qui font de l'empereur le dirigeant universel, les Qing ont commencé à faire une distinction entre les secteurs du monde qu'ils gouvernaient et ceux qu'ils ne gouvernaient pas.
Ensuite, ce système s'est disloqué encore plus lorsque la Chine a dû faire face à des puissances européennes dont les théories de souveraineté reposaient sur le droit international et les relations entre États séparés.
En un sens, les États européens ont tenté de décrire les relations entre la dynastie Qing et ses régions extérieures en termes de suzeraineté, bien que cette notion ne corresponde pas du tout à la théorie diplomatique chinoise traditionnelle.[citation nécessaire]

### Tibet

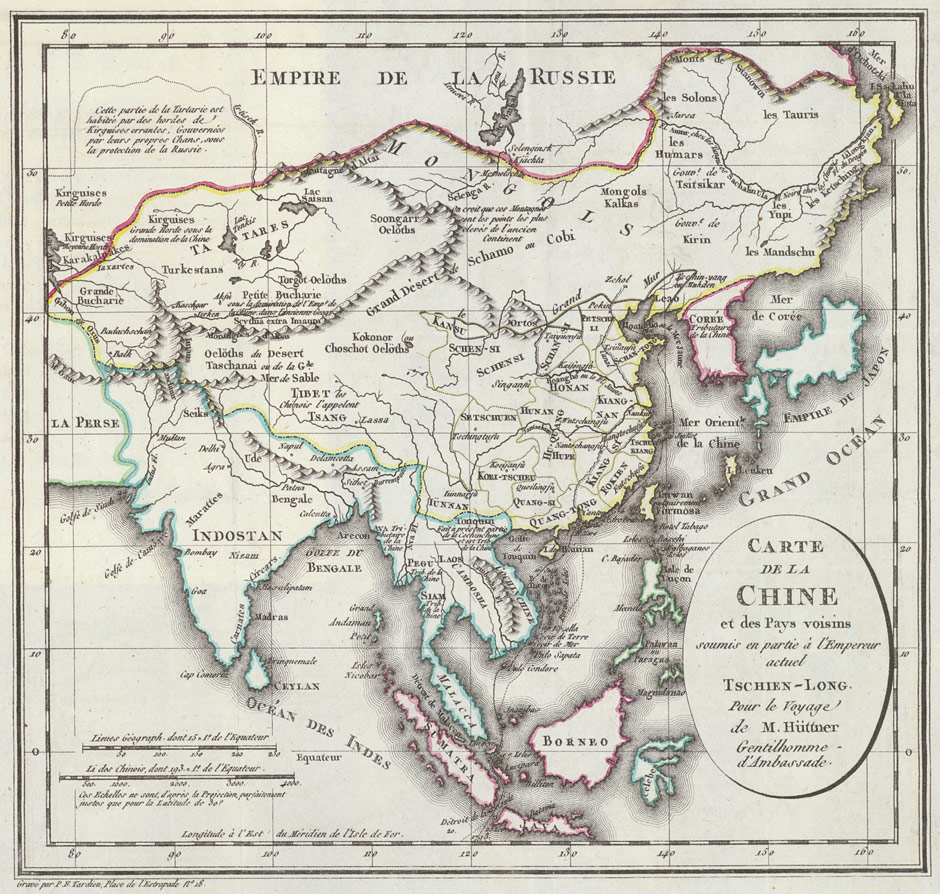
« Carte de la Chine et des pays voisins soumis en partie à l'empereur Tschien-Long », de Johann Christian Hüttner

En 1853, les orientalistes Guillaume Pauthier et Louis Bazin évoquent la suzeraineté de la Chine des Qing sur le Tibet dans leur ouvrage Chine moderne ou description historique, géographique et littéraire de ce vaste empire : 

« Par ses possessions de l'Asie centrale, la Chine, située à l'extrémité du continent asiatique, où elle a vieilli isolée depuis plus de quatre mille ans, comme dans un monde à part, touche à l'empire de Russie, né d'hier et qui déjà pourrait l'envahir ; par sa suzeraineté sur le Thibet, elle touche aux possessions de l'empire Britannique : deux voisinages plus dangereux pour elle, nation industrieuse et riche, que toutes les hordes tartares contre lesquelles elle éleva jadis ce fameux rempart de cinq cents lieues de longueur, qui deviendrait impuissant contre l'avidité civilisée de ses nouveaux voisins. »

La même année, le géographe Samuel Augustus Mitchell publie, dans son New Universal Atlas, une carte de la Russie en Asie où le Tibet est inclus dans les frontières de l'empire chinois (enn anglais Chinese Empire, en vert sur la carte).

Le géographe russe, Mikhail Ivanovitch Veneioukov, parle, en 1870, de pays vassaux en citant Le Tibet et les autres dépendances de l'empire Mandchou : 

« En même temps, quelques explorateurs ont pénétré dans l'intérieur des pays vassaux du Fils du ciel et y ont fait des levées et des observations astronomiques. Ainsi les cartes de la Mongolie, de la Dzoungarie et, en partie, de la Mandchourie, du Turkestan oriental et du Thibet, ont été presque totalement transformées. Mais celle de la Chine proprement dite, de l'Empire du Milieu, était restée à peu près telle qu'elle a été dressée par les jésuites. »

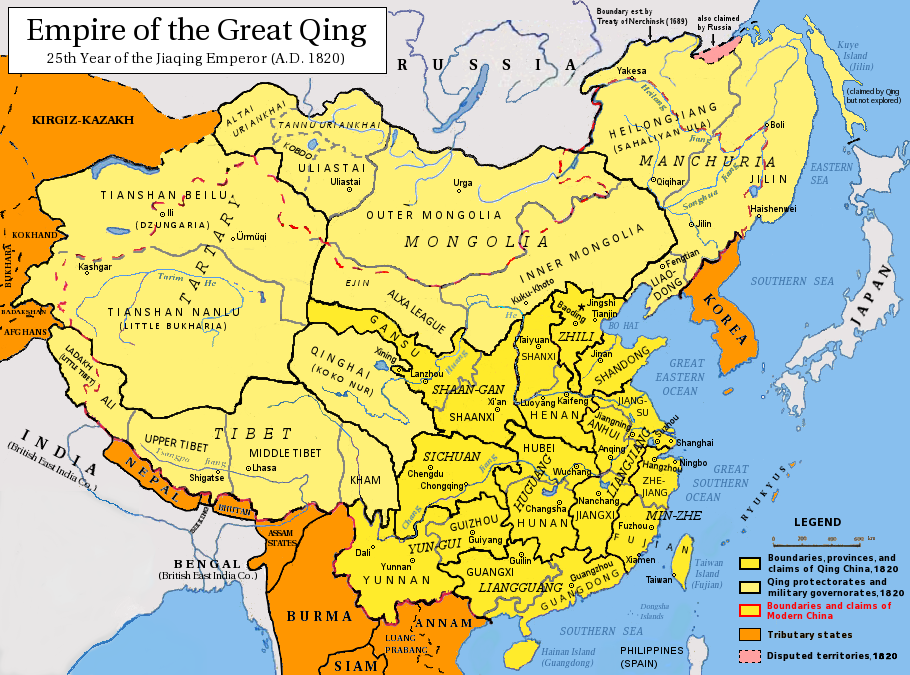
Carte de l'Empire mandchou en 1820

Après son expédition militaire de 1903-1904 au Tibet, la Grande-Bretagne reconnaît en 1906 la souveraineté de la dynastie Qing sur le Tibet lors du traité de Pékin.
Elle le réaffirme lors de la Convention anglo-russe de 1907, s'engageant à ne pas négocier avec les autorités tibétaines sans consultation du gouvernement chinois : « Se Conformant au principe admis de la suzeraineté de la Chine sur le Thibet, la Grande-Bretagne et la Russie s'engagent à ne traiter avec le Thibet que par l'entremise du gouvernement chinois ».
Cela est encore confirmé en avril 1908 lors du second traité de Calcutta, amendant celui du 5 décembre 1893. Entre 1910 et 1912, les Qing envoyèrent des troupes au Tibet pour y restaurer leur autorité mais la Révolution chinoise de 1911 y mit un terme.
Selon le professeur Naomi Standen de l'université de Birmingham, si la République populaire de Chine fait remonter l’incorporation du Tibet à la Chine à la dynastie Yuan, cette interprétation est récente. Pour la République de Chine qui avait succédé à la dynastie Qing la Chine n'a exercé une suzeraineté et même une souveraineté sur le Tibet qu'à partir de la dynastie Qing.

## Inde

### Sikkim
À la suite du Mouvement pour l'indépendance de l'Inde en 1947, un traité a été signé entre le Chogyal et le Premier ministre de l'Inde qui était à l'époque Jawaharlal Nehru. Ce traité a donné à l'Inde la suzeraineté, en forme de protectorat, sur le Sikkim, celui-ci gardait en échange son indépendance. Cette situation a duré jusqu'en 1975, date à laquelle la monarchie du Sikkim a été abrogée et ce dernier s'est unis à l'Inde.

### Bhoutan
L'Inde ne se préoccupe plus des affaires dans le domaine externe, de la défense, des communications et des affaires étrangères du Bhoutan. Néanmoins, l'Inde apporte un soutien substantiel à l'Armée royale du Bhoutan et garantit son aide en cas d'agression externe. Ceci est l'une des nombreuses situations en politique internationale où deux États souverains ont accepté que le plus puissant s'occupe de la défense du plus faible.

## Autres pays
En géopolitique moderne, il n'est pas inhabituel pour de plus grand pays de s'occuper de la défense et des relations étrangères d'un pays moindre proche. Ceci diffère de la suzeraineté traditionnelle dans le fait que les pays moindres ont le droit d'abroger cet arrangement. Des exemples de ce type de relation sont[réf. nécessaire] :
- Italie/Saint-Marin
- Italie/Vatican
- France/Monaco
- France/Andorre
- Espagne/Andorre
- Suisse/Liechtenstein
- Nouvelle-Zélande/Niue
- Nouvelle-Zélande/Îles Cook
- Nouvelle-Zélande/Tokelau
- Australie/Nauru
- Angleterre/Île de Man jusqu'en 1765
- Couronne britannique/Îles Anglo-Normandes
- États-Unis/États fédérés de Micronésie, Îles Marshall, et Palaos (Traité de libre-association)

## Suzerain historique
- Valachie
- Moldavie
- Principauté de Serbie